# Batasio tigrinus
Batasio tigrinus е вид лъчеперка от семейство Bagridae.

## Разпространение
Видът е разпространен в Тайланд.

## Описание
На дължина достигат до 6,2 cm.